# Friedhelm Tränapp
Friedhelm Tränapp (* 1963 in Esens) ist ein Brigadegeneral der Luftwaffe der Bundeswehr und seit April 2022 Abteilungsleiter III (Personal / Organisation / Ausbildung ) im Kommando Luftwaffe in Köln.

## Militärische Laufbahn

### Ausbildung und erste Verwendungen
Tränapp trat 1982 als Offiziersanwärter in die Luftwaffe ein und absolvierte die Ausbildung zum Offizier der Luftwaffensicherungstruppe. Er studierte von 1983 bis 1986 an der Universität der Bundeswehr Erziehungswissenschaften. Es schlossen sich ab 1986 Verwendungen als Zugführer in der Luftwaffensicherungsstaffel im Jagdbombergeschwader 38 „Friesland“ in Jever und als Staffelchef der Luftwaffensicherungsstaffel im Jagdgeschwader 71 „Richthofen“ in Wittmund an. Es folgten Verwendungen als Prüfoffizier für Offiziersbewerber im Personalstammamt der Bundeswehr in Köln und als Hörsaalleiter an der Unteroffiziersschule der Luftwaffe in Appen. Anschließend absolvierte Tränapp den nationalen Generalstabslehrgang an der Führungsakademie der Bundeswehr in Hamburg.

### Dienst als Stabsoffizier
Die erste Verwendung als Generalstabsoffizier führte Tränapp als Stabsoffizier A 1 (Innere Führung, Personalwesen, Informationsarbeit, Jugendarbeit/Nachwuchsgewinnung, Personalersatz) zur 1. Luftwaffendivision nach Karlsruhe. Es folgte eine Verwendung als Referent Fü S VII 1 (Grundsatzangelegenheiten der militärischen Organisation; Geschäfts- und Schriftverkehr in den Streitkräften; Dienstvorschriften und Standardisierungsübereinkommen) im Führungsstab der Streitkräfte in Bonn. Es schloss sich eine weitere Verwendung in der Abteilung Personal im Bundesministerium der Verteidigung an, in der sich Tränapp um Grundsatzangelegenheiten der Offiziers-Personalführung kümmerte. Zwischen September 2004 und März 2006 führte Tränapp als Bataillonskommandeur das Objektschutzbataillon der Luftwaffe mit fünf Staffeln in Wittmund, Schortens und Diepholz. Dieses übergab er an Oberstleutnant Markus Kurczyk. Anschließend war er bis 2009 Abteilungsleiter A1 (Personalbearbeitung, Personalbearbeitung Reservistenangelegenheiten, truppendienstliche Personalangelegenheiten, Einsatzabstellungen) im Luftwaffenführungskommando in Köln. In diese Zeit fiel ein sechsmonatiger Auslandseinsatz als Kommandeur des deutschen Einsatzkontingents EUFOR in Sarajewo (Bosnien-Herzegowina). Im Anschluss wurde Tränapp Referatsleiter P II 1 (Grundsätze des Personalmanagements Militärisches Personal; Personalhaushalt militärisch) in der Abteilung Personal im Bundesministerium der Verteidigung.

### Dienst als General
Im Februar 2015 wurde Tränapp der erste Leiter der Arbeitsgruppe Attraktivität sowie Sekretär des Steuerungsboard Attraktivität im Verteidigungsministerium. Auf diesem Dienstposten erhielt er auch im September desselben Jahres die Beförderung zum Brigadegeneral. Kurz darauf gab er diesen Dienstposten an Oberst Olaf Rohde ab, um selbst als Nachfolger von Brigadegeneral Jürgen Knappe Geschäftsführender General im Bundesamt für das Personalmanagement der Bundeswehr zu werden. Diesen Dienstposten übergab er im März 2017 an Brigadegeneral Georg Klein, um zum  7. März 2017 den neugeschaffenen Dienstposten als Beauftragter Compliance Management im Bundesministerium der Verteidigung in Berlin anzutreten. Zum 1. Juli 2019 wechselte er auf den Dienstposten des Assistant Chief of Staff J 1 beim Supreme Headquarters Allied Powers Europe der NATO in Mons (Belgien). Seit April 2022 ist er, als Nachfolger von Brigadegeneral Richard Frevel, Abteilungsleiter III im Kommando Luftwaffe.

## Privates
Tränapp ist verheiratet und hat einen Sohn.